# Osho (Bhagwan Shree Rajneesh)
Osho (Chandra Mohan Jain, født 11. december 1931, død 19. januar 1990) var en indisk mystiker, spirituel lærer og underviser i filosofi.